# صابونية مميزة الحواف
صابونية مميزة الحواف (الاسم العلمي:Sapindus marginatus) هي نوع من النباتات تتبع جنس الصابونية من الفصيلة الصابونية. تم وصف هذا النوع من النبات علمياً لأول مرة من قبل كارل لودفيغ ويلدنو سنة 1809.